# Campeonato Mundial Feminino de Xadrez de 2015

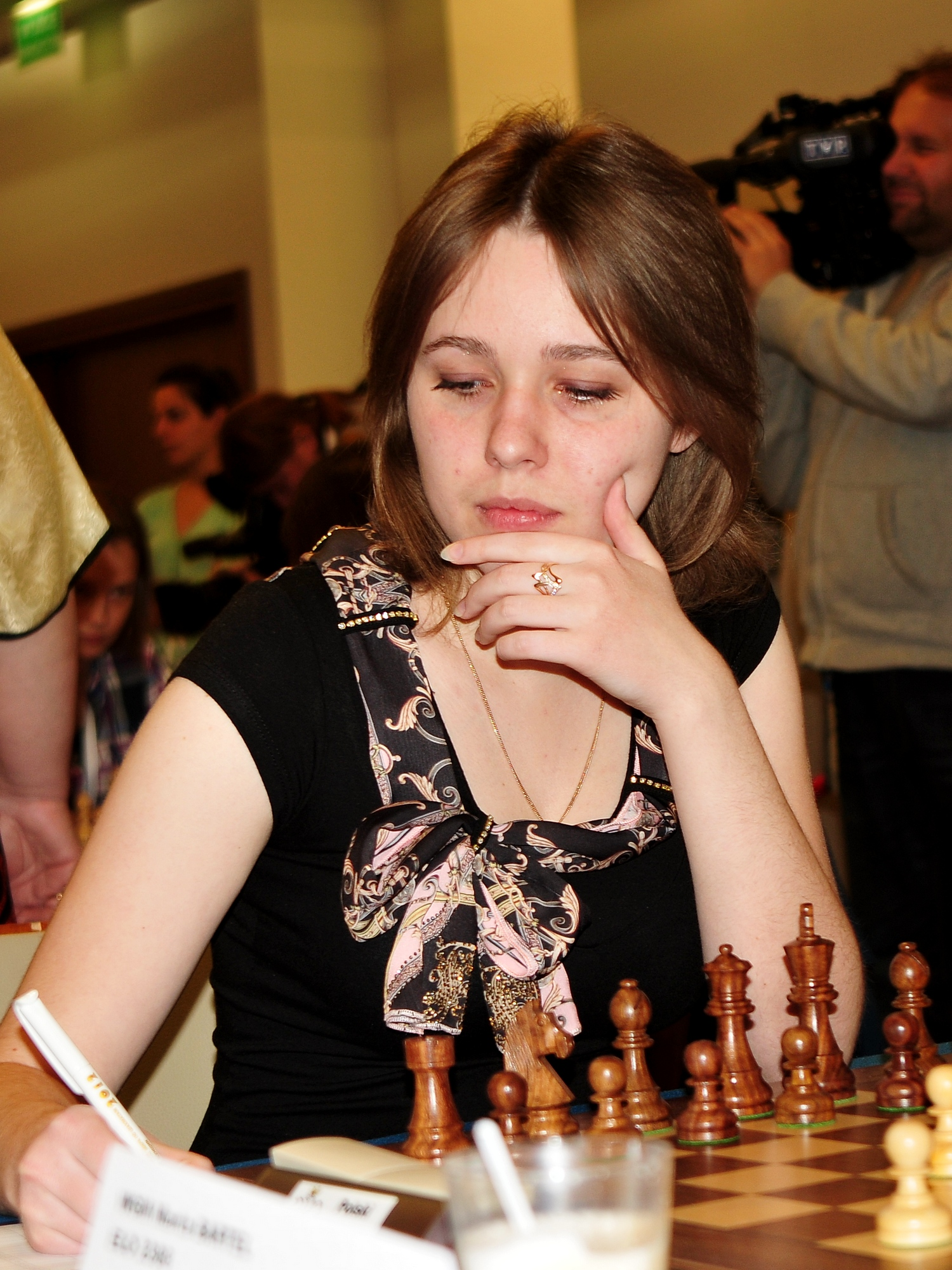
Mariya Muzychuk, vencedora da competição.

O Campeonato Mundial Feminino de Xadrez de 2015 foi realizado de 16 de março a 7 de abril em Sochi na Rússia. Foi um torneio eliminatório com 64 participantes. Inicialmente havia sido agendado de 11 a 31 de outubro de 2014 mas por problemas para encontrar um patrocinador e cidade anfitriã foi eventualmente adiado pela FIDE, para o ano seguinte em Sochi. A organização da competição foi criticada pela Association of Chess Professionals.
Na final, a ucraniana Mariya Muzychuk derrotou a russa Natalia Pogonina. Ela irá defender o título em um match a ser realizado em 2016 contra a ex-campeã Hou Yifan.